# 27968 Bobylapointe
27968 Bobylapointe è un asteroide della fascia principale. Scoperto nel 1997, presenta un'orbita caratterizzata da un semiasse maggiore pari a 2,4117206 UA e da un'eccentricità di 0,1542757, inclinata di 0,86905° rispetto all'eclittica.